# Симо Црногорац
Симо Црногорац (1901 — 1941), синдикални радник и учесник Народноослободилачке борбе.

## Биографија
Рођен је 1901. године у Полачи код Книна. По занимању је био собосликарски радник.
Као комуниста, истицао се радом у загребачким синдикатима. Био је члан Централне управе грађевинарских радника и Покрајинског одбора УРСС-а.
Маја 1941. године ухапшен је и интерниран у логор Керестинец. Стрељан је 9. јула 1941, заједно са Божидаром Аџијом и друговима.